# 瑞米爾灣
68°24′S 67°05′W / 68.400°S 67.083°W
瑞米爾灣（英語：Rymill Bay）是南極洲的海灣，位於葛拉漢地西岸，長8公里、寬14.5公里，該海灣在1909年由讓-巴蒂斯特·夏古率領的法國探險隊發現，現時由南極條約體系管理。